# NEC Nijmegen
Die Nijmegen Eendracht Combinatie [ˈnɛi̯.ˌmeː.ɣə(n) ˈeːn.ˌdrɑxt ˈkom.bɪ.ˌnaː.(t)si], im deutschsprachigen Raum allgemein bekannt als NEC Nijmegen, ist ein niederländischer Fußballverein aus Nijmegen. Die Vereinsfarben sind Rot-Grün-Schwarz.

## Allgemeines
Die Vereinsfarben des Klubs sind Rot, Grün und Schwarz. Nach diesem Vorbild ist auch das Heimtrikot des Vereins aufgebaut. Während die Ärmel schwarz sind, ist das Trikot im Brustbereich zweigeteilt, wobei links Rot und rechts Grün als Farben dominierend sind. Hosen und Stutzen sind komplett in Schwarz.
Bei Auswärtsspielen trägt die Mannschaft schwarze Jerseys. Dazu werden weiße Hosen und Stutzen getragen.

## Geschichte

### 1900–1910: Von der Straßenmannschaft zu N.E.C.
Der Verein wurde am 15. November 1900 in den armen Vierteln der Stadt Nijmegen gegründet. Zu dieser Zeit wurde besonders dort Fußball gespielt, nicht auf Rasen und entsprechenden Plätzen, sondern auf der Straße. Eine Gruppe dieser Straßenkicker machten es sich schließlich zur Aufgabe, einen Verein ins Leben zu rufen, um besser organisiert Fußball spielen zu können. Der Name lautete zuerst „Eendracht“. Mit einem wöchentlichen Beitrag wurde Geld gesammelt, um zuerst Bälle und später weitere Dinge kaufen zu können. In den ersten Jahren spielte man vor allem gegen Teams aus anderen Stadtteilen. Bereits damals galt der Klub als starker Gegner für seine Nachbarn. So wurde Eendracht zum ersten Meister der 1903 gegründeten Nijmegen Football Association. Damit stieg der Verein in die Geldersche Football Association auf. Schon zwei Jahre darauf schaffte man sogar den Sprung in die zweithöchste Klasse des KNVB. Fußball wurde im damaligen Stadtviertel immer wichtiger. Im April 1910 erfolgte die Umbenennung in N.E.C., als man mit einem zweiten Nijmeger Team fusionierte und sich auf den Namen Nijmegen Eendracht Combinatie (deutsch: Nijmeger Spielgemeinschaft) einigte.

### 1911–1936: Ewiger Zweitligist und Aufstieg
Nach dem Zusammenschluss dauerte es viele Jahre bis zu den ersten großen Erfolgen. Dabei sorgte man sich immer wieder, wie man den Verein auf gesunden finanziellen Beinen stehen lassen könnte. Der Klub kam aus einer armen Gegend und bestand hauptsächlich aus Arbeitern. Reiche Mitglieder hatte man nicht. Problem gab es vor allem mit der pünktlichen Zahlung der Beiträge. Anfang der 1920er entspannte sich dieses Problem. N.E.C. kaufte ein Grundstück am Hazenkampseweg und richtete ein Vereinsheim ein. Folgerichtig stiegen Mitgliederzahlen und Anhänger. Sportlich lief es zwar auch gut, aber den Sprung in die erste Liga schaffte der Klub nicht. Obwohl er 1928, 1929, 1931 und 1934 Meister der zweiten Liga wurde, blieb es dem Verein nicht vergönnt, erstklassig zu werden. Erst 1936 erreichte man dieses langjährige Ziel. N.E.C. gewann die Relegationsspiele und stieg erstmals in die erste Liga auf.

### 1937–1953: Die Goldenen Jahre
Auf den Aufstieg folgten erfolgreiche Jahre. Selbst die Unterbrechung durch den Zweiten Weltkrieg konnte die Mannschaft nicht davon abhalten, eines der besten Teams der Niederlande zu werden. Bereits 1939 wurden die Nijmeger Ost-Meister und waren somit berechtigt, um die nationale Meisterschaft zu spielen. Dabei wurde der Klub hinter Ajax Amsterdam und DWS Amsterdam Dritter. 1946 folgte die zweite Ost-Meisterschaft, welche das Team im Folgejahr verteidigen konnte.

### 1954–1973: Einführung des Profifußballs und Etablierung
Nach Einführung des Profifußballs in den Niederlanden stürzte der Verein ab. Neben internen gab es finanziellen Probleme. Der Verein zog sich in den unterklassigen Amateurbereich zurück, um einer Auflösung zu entgehen. Anfang der 1960er Jahre gingen dadurch die Mitgliederzahlen zurück. Im Jahr 1963 schritt die Stadtverwaltung ein, die es für wichtig hielt, mit einem Fußballverein in einer Profiliga vertreten zu sein, und den N.E.C. finanziell unterstützte. Bereits eine Spielzeit später stieg der Klub auf. Drei weitere Jahre später spielte man wieder Erstligafußball in Nijmegen. Die Zuschauerzahlen stiegen fortan an. N.E.C. legte viel Wert auf eine gute Ausbildung, um seine Spieler nach einiger Zeit in der ersten Mannschaft an große Vereine verkaufen zu können. Dazu gehören beispielsweise die späteren niederländischen Nationalspieler Frans Thijssen und Jan Peters. Trotz fehlender großer Titelerfolge zählte der Klub damals zu einem der beliebtesten Vereine in den Niederlanden. 1969/70 spielte man erstmals international auf. Im UEFA Intertoto Cup war man in einer Gruppe mit Jednota Zilina (Slowakei), Örebro SK (Schweden) und AC Bellinzona (Schweiz). Einzig gegen Bellinzona konnte man gewinnen, so dass NEC den dritten Platz belegte. Mitte der 70er übernahm sich der Klub jedoch und hatte erneut wirtschaftliche Probleme.
Einer der größten Erfolge dieser Zeit war die Teilnahme an den Endspielen um den KNVB-Pokal 1973. Gegen NAC Breda galt das Team vom damaligen Trainer Wiel Coerver als Favorit auf den Titel. Auf den Weg dorthin schlug man bereits Mannschaften wie AZ’67 und Feyenoord Rotterdam. Doch es kam anders: Breda gewann mit 2:0 und verpasste damit NEC Nijmegen einen tiefen Schlag.

### 1974–1994: Fahrstuhlteam und wirtschaftliche Pleite
Nach Ablauf der Spielzeit 1973/74 stieg der Verein in die Eerste Divisie ab, schaffte aber den sofortigen Wiederaufstieg. In den kommenden Jahren spielte man aber regelmäßig gegen die Abstieg. Im 1983 folgte der erneute Gang in die zweite Liga. Allerdings erreichte man im gleichen Jahr das Finale um den nationalen Pokal. Nach Hin- und Rückspiel verlor das Team aber klar mit 2:6 Toren gegen Ajax Amsterdam. Danach galt sie als Fahrstuhlmannschaft. 1985 stieg der Klub auf, aber gleich darauf wieder ab. Drei Jahre brauchte man, um wieder in die Eredivisie zu gelangen. Nach zwei Spielzeiten war dann aber auch schnell wieder schluss damit. Erst 1994 folgte der wiederholte Aufstieg ins niederländische Oberhaus. Hinzu kamen immer wieder wirtschaftliche Schwierigkeiten. 1987 ging der Verein pleite. Nur aus dem Grund, dass 80 % der Gläubiger von einer Tilgung absahen, blieb der Klub bestehen. Der damalige Präsident Henk van de Water besorgte einige Sponsoren, die N.E.C. ein finanzielles Polster verschafften.
Obwohl man 1993/94 noch zweitklassig war, erreichte die Mannschaft zum dritten Mal das Finale um den KNVB-Pokal. Im Halbfinale schlug man überraschend Ajax Amsterdam. Im Endspiel wartete schließlich Feyenoord Rotterdam. Dort unterlag der Klub schließlich knapp mit 1:2.

### 1995–2009: Hundertjähriges Bestehen und konstante Leistung
Als N.E.C. zwischen 1995 und 1997 dreimal kurz vor dem Abstieg stand, überraschten diese zur Saison 1997/98, als der achte Rang in der Liga erspielt wurde. Auch in den Folgejahren spielte der Klub kontinuierlicher und es kamen wieder mehr Zuschauer sowie neue Sponsoren. Aus diesem Grund konnte man es sich leisten ein neues Stadion, das Goffertstadion, erbauen zu lassen. 2000 feierte man dann das 100. Vereinsjubiläum. In der Eredivisie reichte es zwar nur zu Platz 15, dafür zog man aber wieder ins Pokalendspiel ein. Gegen Roda JC Kerkrade setzte es aber auch im vierten Anlauf eine Finalniederlage. 2002/03 erreichte die Mannschaft unter Trainer Johan Neeskens mit Rang fünf die beste Platzierung in der Vereinsgeschichte und qualifizierte sich damit erstmals für den UEFA-Pokal-Wettbewerb. Doch bereits in der ersten Runde schied das Team nach zwei 1:2-Niederlagen gegen den polnischen Vertreter Wisła Krakau aus. 2008/09 schaffte man es erneut in den UEFA-Cup einzuziehen. Nachdem der Verein die Gruppenphase überstand und dabei gegen Udinese Calcio (Italien) und Spartak Moskau (Russland) ihre ersten UEFA-Cup-Pflichtspiele gewinnen konnte, schied N.E.C. in der ersten Runde der K.-o.-Phase gegen den Hamburger SV aus. 2009 verließ Erfolgstrainer Mario Been den Verein in Richtung Feyenoord Rotterdam. Dieser leitete seit 2006 die Geschicke der Mannschaft.

### 2009–heute: Sportlicher Abstieg und Wiederaufstieg
Der erst vor der Saison 2009/10 als Trainer eingestellte Dwight Lodeweges kündigte bereits Ende Oktober seinen Rücktritt an. Sein Nachfolger wurde Mitte November 2009 Wiljan Vloet, unter dem sich der Klub in den folgenden zwei Jahren jeweils im Mittelfeld der Eredivisie platzierte. Nach dem freiwilligen Abschied von Vloet wurde für die Saison 2011/12 Alex Pastoor als neuer Trainer präsentiert.
Im ersten Jahr unter Pastoor gelang ein guter achter Platz. Im zweiten Jahr beendete der Klub die Hinrunde gar als Sechster, ehe ein sportlicher Absturz begann, der in der Saison 2013/14 mit dem ersten Abstieg des Klubs seit über 20 Jahren endete. Doch bereits in der ersten Saison in der zweitklassigen Eerste Divisie gelang dem NEC der sofortige Wiederaufstieg. Unter dem Trainer Ruud Brood beendete das Team die Saison mit 101 Punkten und stellte damit einen neuen Punkterekord in dieser Liga auf. Brood verließ den Verein nach diesem Jahr dennoch auf eigenen Wunsch. Für die Eredivisie-Saison 2015/16 verpflichtete der Klub Ernest Faber, zuvor Assistenztrainer bei PSV Eindhoven, als neuen Trainer.
Am 1. Juli 2016 wurde der deutsche Fußballtrainer Peter Hyballa mittels Zwei-Jahres-Vertrag als neuer Trainer des Vereins verpflichtet, aber kurz vor Saisonende wieder entlassen. Am Saisonende stieg NEC nach zwei Niederlagen in der Relegation gegen NAC Breda wieder in die zweite Liga ab.

## Europapokalbilanz
| Saison  | Wettbewerb                  | Runde             | Gegner            | Gesamt | Hin     | Rück    |
| ------- | --------------------------- | ----------------- | ----------------- | ------ | ------- | ------- |
| 1983/84 | Europapokal der Pokalsieger | 1. Runde          | Brann Bergen      | 2:1    | 1:1 (H) | 1:0 (A) |
| 1983/84 | Europapokal der Pokalsieger | 2. Runde          | FC Barcelona      | 2:5    | 2:3 (H) | 0:2 (A) |
| 2003/04 | UEFA-Pokal                  | 1. Runde          | Wisla Krakau      | 2:4    | 1:2 (A) | 1:2 (H) |
| 2004    | UEFA Intertoto Cup          | 2. Runde          | Cork City FC      | 0:1    | 0:0 (H) | 0:1 (A) |
| 2008/09 | UEFA-Pokal                  | 1. Runde          | Dinamo Bukarest   | 1:0    | 1:0 (H) | 0:0 (A) |
| 2008/09 | UEFA-Pokal                  | Gruppenphase      | Dinamo Zagreb     | 2:3    | 2:3 (A) |         |
| 2008/09 | UEFA-Pokal                  | Gruppenphase      | Tottenham Hotspur | 0:1    | 0:1 (H) |         |
| 2008/09 | UEFA-Pokal                  | Gruppenphase      | Spartak Moskau    | 2:1    | 2:1 (A) |         |
| 2008/09 | UEFA-Pokal                  | Gruppenphase      | Udinese Calcio    | 2:0    | 2:0 (H) |         |
| 2008/09 | UEFA-Pokal                  | Sechzehntelfinale | Hamburger SV      | 0:4    | 0:3 (H) | 0:1 (A) |

Gesamtbilanz: 16 Spiele, 4 Siege, 3 Unentschieden, 9 Niederlagen, 13:20 Tore (Tordifferenz −7)

## Wissenswertes

### Spieler
- In der Saison 1967/68 schoss Hans Venneker 19 Tore in einer Spielzeit. Damit stellte er den Rekord für den erfolgreichsten NEC-Angreifer auf, der erst in der Saison 2010/11 durch Björn Vleminckx gebrochen wurde.
- Am 10. März 1973 schoss Cas Janssens vier Tore in einer Pflichtpartie, was bislang kein anderer NEC-Spieler schaffte.
- Mit 17 Jahren und 25 Tagen hält Jan Peters den Rekord als jüngster Spieler von Nijmegen.
- Sije Visser hält mit 342 Ligaspielen den Rekord für die meisten Spiele für NEC Nijmegen.
- Frans Janssen ist mit insgesamt 54 Toren bester Stürmer des Klubs.

### Rekordspiele
- Den höchsten Sieg für Nijmegen gab es am 9. August 2008 in einem Freundschaftsspiel gegen Overasseltse Boys, als das Team 22:0 gewinnen konnte. Den höchsten Erfolg in einem Pflichtspiel gab es am 10. März 1973 mit einem 7:0 gegen FC Den Bosch.
- Die höchste Niederlage setzte es am 5. November 1967 gegen Ajax Amsterdam. Damals verlor das Team mit 1:9. Zehn Monate zuvor, am 4. Januar 1967, verloren die NEC-Spieler mit 3:7 gegen RBC Roosendaal. Beide waren zugleich die torreichsten Spiele mit Nijmeger Beteiligung.
- Zwischen 24. Februar 2008 und 21. September 2008 blieb die Mannschaft 31 Spiele unbesiegt. Dies stellte die längste Serie ohne Niederlage dar.
- Zwischen 22. Januar 1978 und 2. September 1978 kam es zur längsten Negativserie in der Vereinsgeschichte. 16 Spiele lang konnte die Mannschaft nicht gewinnen.

### Weiteres
- Die beste Platzierung in der Vereinsgeschichte gab es 2002/03, als sie Fünfter in der Eredivisie wurden.
- Die schlechteste Platzierung war ein zehnter Rang in der Eerste Divisie zur Spielzeit 1964/65.

## Sponsoren und Ausstatter
(unvollständig)

### Bisherige Trikotsponsoren
- 1998–2001: Plus Integration
- 2001/02: CSS
- 2002/03: Avaya
- 2004–2006: neovo
- 2004/05: Setpoint
- 2005/06: Telfort
- 2006–2008: Jiba[4]
- 2008–2010: Curaçao (Likör)
- 2012–2016: Scholten Awater
- 2016/17: Energie Flex
- 2017/18: Ouwehands Dierenpark

### Bisherige Bekleidungsausstatter
- ??–2000: Puma
- 2000–2003: Fila
- 2003–2007: Lotto
- 2007–2011: Nike
- 2011–2014: JAKO
- 2014–2017: Partick
- 2017–2020: Legea

(Stand September 2017)

## Stadion
Seine Heimspiele trägt der Klub im Goffertstadion aus. Die Sportstätte wurde 1939 eröffnet. 2000 wurde es nach einer umfassenden Erneuerung und vielen Umbauten neu eröffnet. Heute fasst das Stadion 12.500 Zuschauer.

## Erfolge
- Gewinn der Eerste Divisie: 1975, 2015
- Gewinn der Tweede Divisie: 1964
- Gewinn des Maritiem Toernooi: 2001, 2002, 2006, 2008
- Gewinn des Airmiles Cup (Hallenpokal): 1997

## Aktueller Kader 2025/26
Stand: 5. August 2025
| Nr.        | Nat.         | Name               | Geburtstag | im Verein seit | Vertrag bis |     |
| Tor        | Tor          | Tor                | Tor        | Tor            | Tor         | Tor |
| ---------- | ------------ | ------------------ | ---------- | -------------- | ----------- | --- |
|            | Niederlande  | Jasper Cillessen   | 22.04.1989 | 2025           | 2026        |     |
|            | Argentinien  | Gonzalo Crettaz    | 28.02.2000 | 2025           | 2028        |     |
| 31         | Niederlande  | Rijk Janse         | 16.04.2002 | 2023           | 2026        |     |
| Abwehr     |              |                    |            |                |             |     |
|            | Niederlande  | Jetro Willems      | 30.03.1994 | 2025           | 2026        |     |
| 02         | Frankreich   | Brayann Pereira    | 21.05.2003 | 2023           | 2027        |     |
| 03         | Niederlande  | Philippe Sandler   | 10.02.1997 | 2022           | 2029        |     |
| 05         | Niederlande  | Thomas Ouwejan     | 30.09.1996 | 2024           | 2027        |     |
| 17         | Niederlande  | Bram Nuytinck      | 04.05.1990 | 2023           | 2026        |     |
| 24         | Indonesien   | Calvin Verdonk     | 26.04.1997 | 2022           | 2028        |     |
| 33         | Niederlande  | Yousri Sbai        | 08.08.2004 | 2024           | 2026        |     |
| Mittelfeld |              |                    |            |                |             |     |
|            | Suriname     | Tjaronn Chery      | 04.06.1988 | 2025           | 2028        |     |
| 06         | Niederlande  | Mees Hoedemakers   | 18.02.1998 | 2023           | 2027        |     |
| 07         | Spanien      | Rober González     | 08.01.2001 | 2024           | 2027        |     |
| 08         | Griechenland | Argyris Darelas    | 16.10.2003 | 2024           | 2026        |     |
| 23         | Japan        | Kōdai Sano         | 25.09.2003 | 2023           | 2028        |     |
| 71         | Niederlande  | Dirk Proper        | 24.02.2002 | 2020           | 2026        |     |
| Sturm      |              |                    |            |                |             |     |
|            | Suriname     | Virgil Misidjan    | 24.07.1993 | 2025           | 2026        |     |
|            | Marokko      | Youssef El Kachati | 09.11.1999 | 2025           | 2028        |     |
| 09         | Japan        | Kento Shiogai      | 26.03.2005 | 2024           | 2028        |     |
| 10         | Niederlande  | Sontje Hansen      | 18.05.2002 | 2023           | 2027        |     |
| 11         | Turkei       | Başar Önal         | 06.07.2004 | 2024           | 2028        |     |
| 14         | Norwegen     | Lars Olden Larsen  | 17.09.1998 | 2023           | 2027        |     |
| 18         | Japan        | Kōki Ogawa         | 08.08.1997 | 2023           | 2027        |     |
| 25         | Niederlande  | Sami Ouaissa       | 02.10.2004 | 2024           | 2028        |     |
| 26         | Niederlande  | Luc Nieuwenhuijs   | 01.03.2007 | 2024           | 2027        |     |
| 30         | Niederlande  | Bryan Linssen      | 08.10.1990 | 2025           | 2026        |     |
| 32         | Niederlande  | Vito van Crooij    | 29.01.1996 | 2024           | 2027        |     |

## Bekannte ehemalige Spieler
(Auswahl)
- Édgar Barreto (2004–2007; mehrfacher Nationalspieler Paraguays)
- Dennis Gentenaar (1995–2005; 170 Ligaspiele und ehemaliger Spieler für Borussia Dortmund)
- Danny Hesp (1997–2003; 167 Ligaspiele für NEC Nijmegen)
- Gjorgji Hristov (2000–2003; mehrfacher mazedonischer Nationalspieler)
- Cas Janssens, (1970–1973; vier Tore in einer Partie und damit Rekordhalter für NEC Nijmegen)
- Frans Janssen (54 Ligatore und damit Rekordhalter für NEC Nijmegen)
- Jeffrey Leiwakabessy (1998–2006; ehemaliger Spieler für Alemannia Aachen)
- Jörg Sobiech (1996–1998; ehemaliger Spieler für SG Wattenscheid 09, Stuttgarter Kickers und Chemnitzer FC u. a.)
- Antti Sumiala (1995–1997; ehemaliger Spieler für SSV Reutlingen 05)
- Hans Venneker (1967/68; 19 Tore in einer Saison und damit Rekordhalter für NEC Nijmegen)
- Sije Visser (342 Ligaspiele und damit Rekordhalter für NEC Nijmegen)
- Peter Wisgerhof (2000–2008; 266 Ligaspiele für NEC Nijmegen)

## Nijmegens Trainer
(unvollständig)
Seit 1923 wurde NEC Nijmegen in 36 Trainerperioden betreut. Meist hatten Niederländer diese Position innen. Einzige Deutsche waren zwischen 1931 und 1932 Claus sowie zur Saison 1956/57 Ferdi Silz. Letzter ausländischer Trainer war der Schotte Jimmy Calderwood, der zwischen 1997 und 1999 für zwei Jahre das Team leitete. Nur wenige Fußballlehrer hielt es für zwei oder mehr Jahre auf dem Trainerposten von NEC. Rekordhalter seit 1923 ist Jan Bijl, der von 1949 bis 1954 für fünf Jahre die Nijmeger Mannschaft trainierte. Die bekanntesten Trainer in der Vereinsgeschichte waren der heutige Chelsea-Scout Piet de Visser, der ehemalige Nationalspieler Johan Neeskens sowie der spätere Feyenoord-Coach Mario Been.

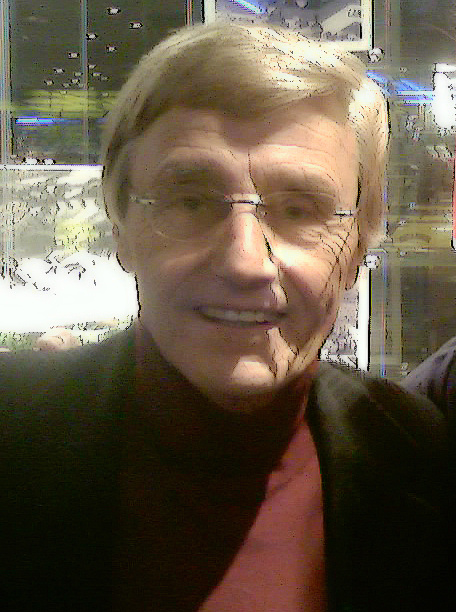
Piet de Visser, Aufsteiger in die Eredivisie 1975.

| Name                      | Zeitraum  |
| ------------------------- | --------- |
| Ferenz Gyorge             | 1923/24   |
| Smith                     | 1929/30   |
| Claus                     | 1931/32   |
| Richard Longin            | 1932/33   |
| Fons Lodenstijn           | 1933–1936 |
| Coen Delsen               | 1936/37   |
| Bertus Schoester          | 1937–1939 |
| Bill Julian               | 1939/40   |
| Bertus Schoester          | 1940–1942 |
| George Charlton           | 1947–1949 |
| Jan Bijl                  | 1949–1954 |
| Coen Delsen               | 1954–1956 |
| Ferdi Silz                | 1956/57   |
| Rein ter Horst            | 1957/58   |
| Fons Lodenstijn (interim) | 1958      |
| Wim Groenendijk           | 1958–1960 |
| Joop de Busser            | 1960/61   |
| Jan Remmers               | 1961–1970 |
| Wiel Coerver              | 1970–1973 |
| Meg de Jongh              | 1973/74   |
| Leen Looijen              | 1974      |
| Piet de Visser            | 1974–1976 |
| Hans Croon                | 1976–1978 |
| Leen Looijen              | 1978–1981 |
| Pim van de Meent          | 1981–1985 |
| Sándor Popovics           | 1985–1987 |
| Leen Looijen              | 1987–1991 |
| Jan Pruijn                | 1991–1994 |
| Cees van Kooten           | 1994/95   |
| Leen Looijen (interim)    | 1995/96   |
| Wim Koevermans            | 1996      |
| Leen Looijen (interim)    | 1997      |
| Jimmy Calderwood          | 1997–1999 |
| Ron de Groot (interim)    | 1999/2000 |
| Johan Neeskens            | 2000–2004 |
| Cees Lok                  | 2005      |
| Ron de Groot              | 2005/06   |
| Mario Been                | 2006–2009 |
| Dwight Lodeweges          | 2009      |
| Wim Rip (interim)         | 2009      |
| Wiljan Vloet              | 2009–2011 |
| Alex Pastoor              | 2011–2013 |
| Anton Janssen             | 2013–2014 |
| Ruud Brood                | 2014–2015 |
| Ernest Faber              | 2015–2016 |
| Peter Hyballa             | 2016–2017 |
| Ron de Groot (interim)    | 2017      |
| Adrie Bogers              | 2017–2018 |
| Pepijn Lijnders           | 2018      |
| Jack de Gier              | 2018–2019 |
| Ron de Groot (interim)    | 2019      |
| François Gesthuizen       | 2019–2020 |
| Rogier Meijer             | 2020–2025 |
| Dick Schreuder            | 2025–     |

## Nijmegens Präsidenten
(unvollständig)
| Name              | Zeitraum  |
| ----------------- | --------- |
| Henk van de Water |           |
| Hans van Delft    | 1997–2006 |
| Vincent Paes      | 2006–2008 |
| Jan van Teeffelen | 2008–2012 |
| Ton van Gaalen    | 2012–2017 |
| Ron van Oijen     | 2017–     |

## Spieler des Jahres

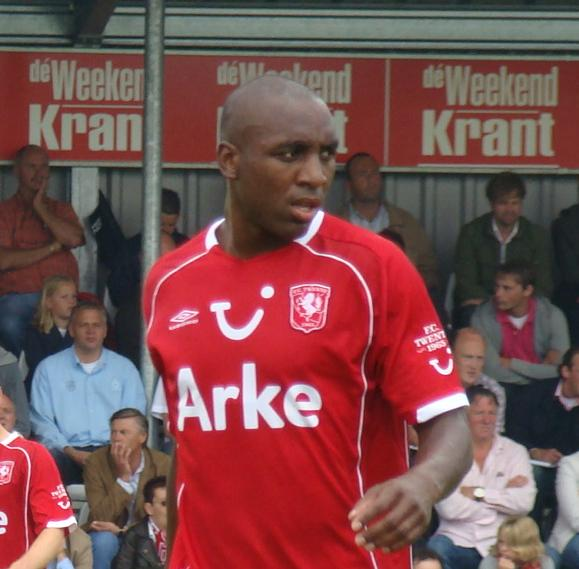
Romano Denneboom erhielt 2005/06 die Auszeichnung.

Seit der Saison 2000/01 wird bei NEC Nijmegen der Spieler der Saison gewählt. Erster Titelträger war der Niederländer Danny Hesp. 2006/07 wurde der Schwede Jonas Olsson als erster Ausländer mit diesem Titel geehrt. Bis heute (Stand: Nov. 2009), wurden insgesamt erst zwei Nicht-Niederländer mit dem Titel NEC-Spieler des Jahres ausgezeichnet. Einzige Person, die bisher mehr als einmal damit geehrt wurde, ist Rob Wielaert (2003, 2004). Dennis Gentenaar und Lorenzo Davids waren die einzigen Personen mit dieser Auszeichnung, die auch in der Bundesliga, d. h. in Deutschland, aktiv waren.
| Saison  | Name                |
| ------- | ------------------- |
| 2000/01 | Danny Hesp          |
| 2001/02 | Rob Wielaert        |
| 2002/03 | Rob Wielaert        |
| 2003/04 | Dennis Gentenaar    |
| 2004/05 | Peter Wisgerhof     |
| 2005/06 | Romano Denneboom    |
| 2006/07 | Jonas Olsson        |
| 2007/08 | Youssef El-Akchaoui |
| 2008/09 | Lasse Schøne        |
| 2009/10 | Lorenzo Davids      |
| 2010/11 | Ramon Zomer         |
| 2011/12 | Rens van Eijden     |
| 2012/13 | Gábor Babos         |
| 2013/14 | Rens van Eijden     |
| 2014/15 | Navarone Foor       |
| 2015/16 | Navarone Foor       |
| 2016/17 | Dario Đumić         |
| 2017/18 | Arnaut Groeneveld   |